# Bakriaż
Bakriaż (ros. Бакряж) – wieś (sieło) w Rosji, w obwodzie swierdłowskim, w rejonie aczickim. W 2010 liczyła 669 mieszkańców.